# Moloko Music Fest
«Moloko Music Fest» — міжнародний фестиваль незалежної музики, організаторами якого є учасники гурту Esthetic Education. Перший раз пройшов 3 листопада 2008 року. Ведучим був Василь Васильців.

## Учасники
- Аліна Орлова
- Крихітка
- Adam Beattie and the Consultants
- Esthetic Education
- Sunsay
- Прозорі (тепер — артист Євген Могилевський)